# Calendario pentecontale
Il calendario pentecontale (dal greco antico πεντηκοντάς?, pentēkontás, " cinquanta") è un calendario agricolo, che suddivide l'anno in 7 periodi di 50 giorni ciascuno seguiti da un periodo intercalare di 15/16 giorni. Ogni periodo di 50 giorni è composto da 7 settimane culminanti in un giorno, il cinquantesimo, di particolare significato agricolo. Lo schema è analogo a quello biblico, in cui la festa degli Azimi (raccolto dell'orzo) precede di 50 giorni la Pentecoste (raccolto del grano).

## Origine e fortuna
Il calendario pentecontale fu individuato nel 1942 da Hildegaard e Julius Lewy, che ritenevano che esso risalisse alla cultura amorrea del terzo millennio a.C. Studi più recenti attribuiscono la sua origine al periodo post-biblico. Esso è rimasto in uso nel Vicino Oriente sino all'età moderna e addirittura risultò in uso fra i contadini del moderno stato della Palestina.